# Albi di Dylan Dog (2015)
Albi del fumetto Dylan Dog pubblicati nel 2015.
| Nr. | Titolo                    | Mese di pubblicazione | Soggetto          | Sceneggiatura     | Disegni                                                                       | Copertina    |
| --- | ------------------------- | --------------------- | ----------------- | ----------------- | ----------------------------------------------------------------------------- | ------------ |
| 341 | Al servizio del caos      | gennaio               | Roberto Recchioni | Roberto Recchioni | Daniele Bigliardo e Angelo Stano                                              | Angelo Stano |
| 342 | Il cuore degli uomini     | febbraio              | Roberto Recchioni | Roberto Recchioni | Piero Dall'Agnol                                                              | Angelo Stano |
| 343 | Nel fumo della battaglia  | marzo                 | Gigi Simeoni      | Gigi Simeoni      | Gigi Simeoni                                                                  | Angelo Stano |
| 344 | Il sapore dell'acqua      | aprile                | Gigi Simeoni      | Gigi Simeoni      | Giorgio Pontrelli                                                             | Angelo Stano |
| 345 | Gli spiriti custodi       | maggio                | Luigi Mignacco    | Luigi Mignacco    | Sergio Gerasi                                                                 | Angelo Stano |
| 346 | ...e cenere tornerai      | giugno                | Paola Barbato     | Paola Barbato     | Raul e Gianluca Cestaro                                                       | Angelo Stano |
| 347 | Gli abbandonati           | luglio                | Paola Barbato     | Paola Barbato     | Giampiero Casertano                                                           | Angelo Stano |
| 348 | La mano sbagliata         | agosto                | Barbara Baraldi   | Barbara Baraldi   | Nicola Mari                                                                   | Angelo Stano |
| 349 | La morta non dimentica    | settembre             | Paola Barbato     | Paola Barbato     | Bruno Brindisi                                                                | Angelo Stano |
| 350 | Lacrime di pietra         | ottobre               | Carlo Ambrosini   | Carlo Ambrosini   | Carlo Ambrosini (colori a cura di Giovanna Niro)                              | Angelo Stano |
| 351 | In fondo al male          | novembre              | Ratigher          | Ratigher          | Alessandro Baggi                                                              | Angelo Stano |
| 352 | La calligrafia del dolore | dicembre              | Andrea Cavaletto  | Andrea Cavaletto  | Luigi Piccatto, Matteo Santaniello, Renato Riccio, Giulia Francesca Massaglia | Angelo Stano |

## Al servizio del caos
Chi è veramente John Ghost? E qual è il nesso che si nasconde tra questo giovane miliardario rampante e l'ondata di delitti che si sta abbattendo su Londra a causa del nuovo smartphone "Ghost 9000"? Dylan Dog viene chiamato a indagare. Si tratta del primo albo della "Fase 2" in cui viene introdotto il nuovo nemico che andrà a sostituire lo storico Xabaras presente nella "Fase 1". 
- Sono degni di nota due "camei": il primo è dello stesso Recchioni a pag. 30, il secondo invece è alle pagg. 56-57 quando John  Ghost va a cenare nel ristorante di Gordon Ramsay con lo stesso Ramsay che gli propone i piatti del giorno. Va fatto notare poi come il personaggio di Marcus Irvine abbia le fattezze di Alan Moore e il personaggio senza nome alla fine della storia quelle della Regina Elisabetta II.
- La casa di Marcus Irvine è piena di oggetti che ricordano vari personaggi o giochi dei fumetti, film e videogame, si possono infatti notare le action figure di: Spider-Man, Iron Man, Thor e Alien, i volumi di Watchmen, Maus, una x-box e polybius.[2] Inoltre lo stesso edificio è identico alla casa nativa di James Bond presente in Skyfall.

## Il cuore degli uomini
Quando Dylan Dog decide di lasciare Dora, la sua nuova ennesima fidanzata, il padre di lei, Norman, ex agente dei servizi segreti, lo rapisce per fargli ammettere, anche mediante tortura, che l'Indagatore dell'Incubo in realtà non l'ha mai amata. Non sarà però così semplice riuscire ad estorcere questa confessione.

## Nel fumo della battaglia
Susy, madre di un bambino affetto da sindrome di Asperger, inizia a ricevere sulla chat di Facebook messaggi dal figlio suicididatosi un anno prima. Chiederà quindi l'aiuto di Dylan Dog affinché scopra chi ha creato questo falso profilo sul famoso social network. Alcuni strani avvenimenti faranno però pensare che sia realmente il figlio ad essersi messo in contatto dall'aldilà, chiedendo aiuto.

## Il sapore dell'acqua
Dyaln Dog è alle prese con un caso di una persona morta ingerendo un acido del quale non è rimasta traccia e collegato ad un altro caso in cui rispunta fuori questo misterioso acido.
Il tutto sembra ricondurre ad un ciondolo fatto di un raro metallo, il rodio, e che contiene al suo interno un cristallo di zolfo. Per risolvere il caso Dylan ricorrerà all'aiuto di Hamlin, in qualità di esperto di alchimia.

## Gli spiriti custodi
Teresa, una importante donna dell'aristocrazia inglese, è sposata con Sal, un italiano che si spaccia per principe, indebitato con la mafia russa a causa del vizio del gioco d'azzardo. Quando gli spiriti degli antenati della donna della casa in cui vive la avvertono che il marito sta per essere ucciso, si rivolgerà a Dylan Dog affinché lo protegga. In questo modo lei riuscirà ad ottenere l'agognato divorzio e gli spiriti custodi eviteranno di convivere nella villa assieme all'anima dell'indesiderato marito.

## ...e cenere tornerai
Dylan Dog entra in una spirale di depressione a causa delle continue persecuzioni dell'ispettore Carpenter, della continua assenza di clienti e, in ultimo, dell'avviso di sfratto immediato dalla storica casa di Craven Road 7. Dopo essersi barricato in casa, la sua paranoia lo porterà a mandar via anche il suo amico e assistente Groucho, anche lui sospettato di far parte di un complotto teso ad eliminare l'Indagatore dell'Incubo.

## Gli abbandonati
Dylan Dog, assieme all'ex ispettore Bloch, si trovano ad indagare su una donna misteriosamente scomparsa nelle vicinanze di Wynbring, una cittadina vicino all'aeroporto di Southend. Qui lo stesso Dylan sparirà all'improvviso davanti all'amico Bloch. I due si troveranno così, separatamente, a risolvere il caso cercando di capire perché in quella zona alcune persone sono scomparse senza lasciare traccia, ricostruendo ciò che avvenne in passato in quei luoghi.

## La mano sbagliata
Quando la pittrice Anita Novak, all'apice del successo, rimane coinvolta in un incidente che la priva della mano destra, si vede costretta ad imparare ad utilizzare la mano sinistra per i suoi quadri. Dylan Dog viene ingaggiato dall'artista in quanto le rappresentazioni di tragici delitti da lei effettuate in tutti i suoi dipinti, si tramutano in realtà.  

## La morta non dimentica
L'ex-ispettore Bloch, assieme a Jenkins, si reca dall'amico Dylan Dog per assumerlo relativamente alla misteriosa apparizione di un uomo recentemente deceduto a Wickedford. Nel frattempo a Londra vengono rinvenuti dei cadaveri di persone impagliati tramite processo di tassidermia. Il tutto sembra ricollegarsi a Nora Cuthbert, una ex cliente proprio dell'Indagatore dell'Incubo.

## Lacrime di pietra
Dopo un intervento operatorio, Bloch conosce Augustina e la nuora Crispille, una ragazza cieca di cui si innamora. Ma qual è il rapporto tra la fanciulla e la beata Crispille, martire portoghese sua omonima? Dylan Dog, preoccupato per l'amico, indaga e scopre che la vicenda è più delicata di quanto inizialmente sembrasse.
- Albo celebrativo, come di consueto completamente a colori, per festeggiare il trecentocinquantesimo numero della serie.

## In fondo al male
Fiona Fenn assume Dylan Dog per indagare sulla scomparsa dell'amica Molly. L'indagatore dell'incubo si reca quindi a Port Frost, un paesino scozzese sul mare, dove dovrà fare i conti con una leggenda che sembra influenzare il comportamento degli abitanti.

## La calligrafia del dolore
I coniugi Goldfinch, Mark e  Diane, invitano Dylan Dog all'inaugurazione della loro nuova residenza di Mooncaster Manor, perché la donna avverte inquietanti presenze. Dopo una notte tragica, in cui lo stesso Dylan rischia grosso, le sue indagini lo condurranno sulle tracce di un particolare oggetto in grado, se custodito in buone mani, di cambiare le sorti del mondo. Sfortunatamente per tanti, l'oggetto non è affatto in buone mani.